# مزمور ۲۳

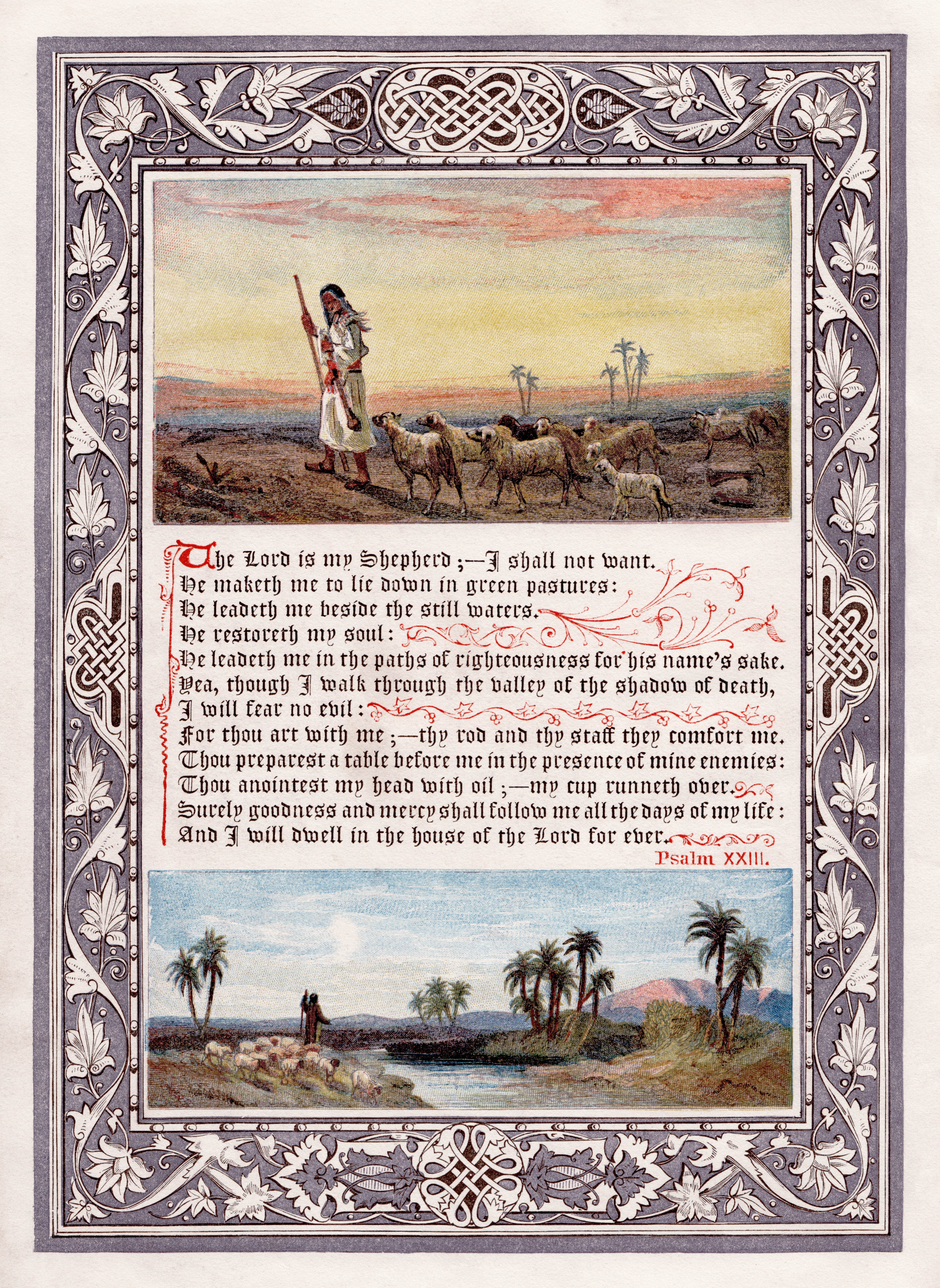
تصویری از مزمور ۲۳ نسخه‌ی کینگ جیمز

مزمور ۲۳ نوشته‌ای عبری و عهد عتیقی است که در آن نویسنده (داوود) خداوند را به عنوان شبان خود وصف می‌کند.این نوشته در نزد یهودیان و مسیحیان به یک اندازه محبوب است و اغلب در رسانه‌های عام به آن گریزی زده می‌شود و در موسیقی نیز گه‌گاه به آن اشاره می شود.